# Onthophagus iulicola
Onthophagus iulicola är en skalbaggsart som beskrevs av Yves Cambefort 1984. Onthophagus iulicola ingår i släktet Onthophagus och familjen bladhorningar. Inga underarter finns listade i Catalogue of Life.